# Chlorophorus distinguendus
Chlorophorus distinguendus är en skalbaggsart som först beskrevs av Benoit-Philibert Perroud 1855.  Chlorophorus distinguendus ingår i släktet Chlorophorus och familjen långhorningar. Inga underarter finns listade i Catalogue of Life.